# آرماندو اررا (بازیکن بسکتبال)
آرماندو اررا (اسپانیایی: Armando Herrera‎; ۶ ژانویهٔ ۱۹۳۱ – ۱۴ اکتبر ۲۰۲۰) بازیکن بسکتبال اهل مکزیک بود. وی در بازی‌های المپیک تابستانی ۱۹۶۰ و ۱۹۶۴ شرکت کرده‌است.